# Беженцы (фильм, 1933)
«Беженцы» (нем. Flüchtlinge) — фильм 1933 года, поставленный в нацистской Германии режиссером Густавом Учицки по роману и сценарию Герхарда Менцеля.

## Сюжет
Лента рассказывает о судьбе приволжских немцев, которые в 1928 году, спасаясь от преследования большевиков, пытаются перейти российско-китайскую границу в Маньчжурии.

## В ролях
- Ханс Альберс — Арнет
- Кате фон Надь — Кристя Лауди
- Ойген Клёпфер — инженер Бернхард Лауди
- Ида Вюст — фрау Мегеле
- Вальтер Херманн — немецкий делегат
- Карл Райнер — Петер, подросток-беженец
- Франциска Кинц — беременная женщина
- Файт Харлан — Маннлингер
- Ханс Адальберт Шлеттов  — сибиряк
- Фридрих Гнасс — Хуссар
- Карл Майкснер — Паппель
- Фриц Геншов — Герман, беженец-инженер
- Йозеф Дамен — рыжеволосый мужчина
- Ханс Герман Шауфус — карлик
- Рудольф Бибрах — часовщик
- Карста Лёкк — фрау Хеллерле
- Мария Коппенхёфер — немка поволжья
- Эндрюс Энгельман — русский комиссар

## Съёмочная группа
- Режиссёр: Густав Учицки
- Продюсер: Гюнтер Штапенхёрст
- Сценарист: Герхард Менцель
- Оператор: Фриц Арно Вагнер
- Композиторы: Эрнст Эрих Бюдер, Герберт Виндт

## Номинации
- Венецианский кинофестиваль — номинация (1934)[4]